# Recht (Sankt Vith)
Recht ist eine Ortschaft in der Deutschsprachigen Gemeinschaft Belgiens und Ortsteil der Stadtgemeinde Sankt Vith. Recht zählt 1.352 Einwohner in der Ortsgemeinde (Angabe Stand 31. Dezember 2020).

## Geographie
Recht ist der am weitesten westlich gelegene Ort der Stadtgemeinde St. Vith und ihr, nach der Kernstadt, einwohnerstärkster Ortsteil. Das Dorf liegt relativ isoliert in einer dünn besiedelten Region. Die Umgebung ist unmittelbar um die Ortslage herum durch landwirtschaftliches Grünland und im weiteren Umfeld durch ausgedehnte Wälder geprägt. Der Rechterbach, ein linker Nebenfluss der Amel, fließt westlich des Ortskern in nördlicher Fließrichtung. Rund zweieinhalb Kilometer östlich des Ortskerns liegt das Gewerbegebiet Kaiserbaracke, direkt an der Ausfahrt der Autobahn 27. Recht lag an der Bahnstrecke Vielsalm–Born, deren Betrieb 1944 endete und seit 2023 zum Ravel Radweg L45A ausgebaut ist.

## Geschichte

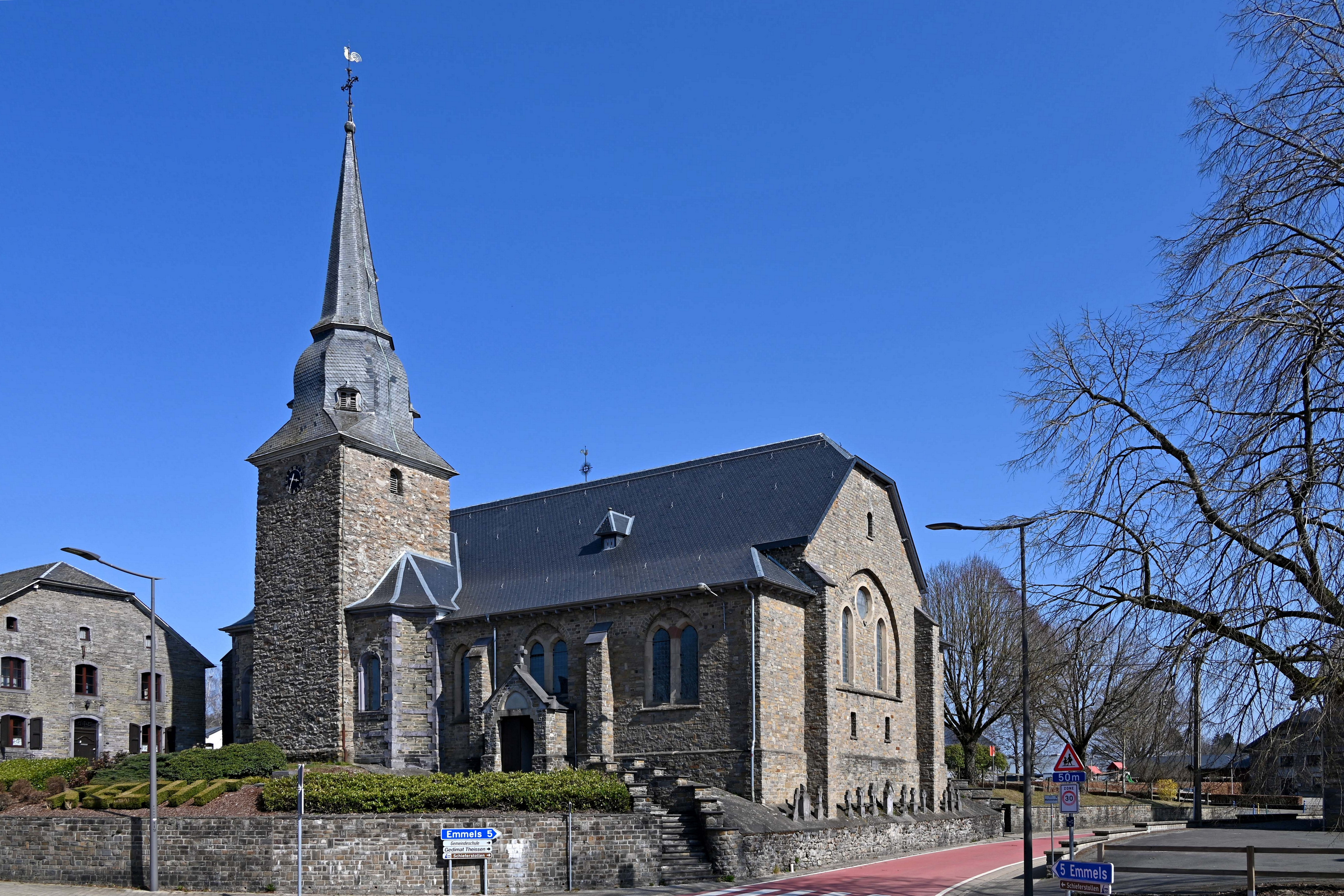
Sankt Adelgund in Recht

Der Name des Dorfes wurde erstmals 678 erwähnt. Ab dem 14. Jahrhundert bildete Recht eine eigene Meierei innerhalb der Herrschaft St. Vith.

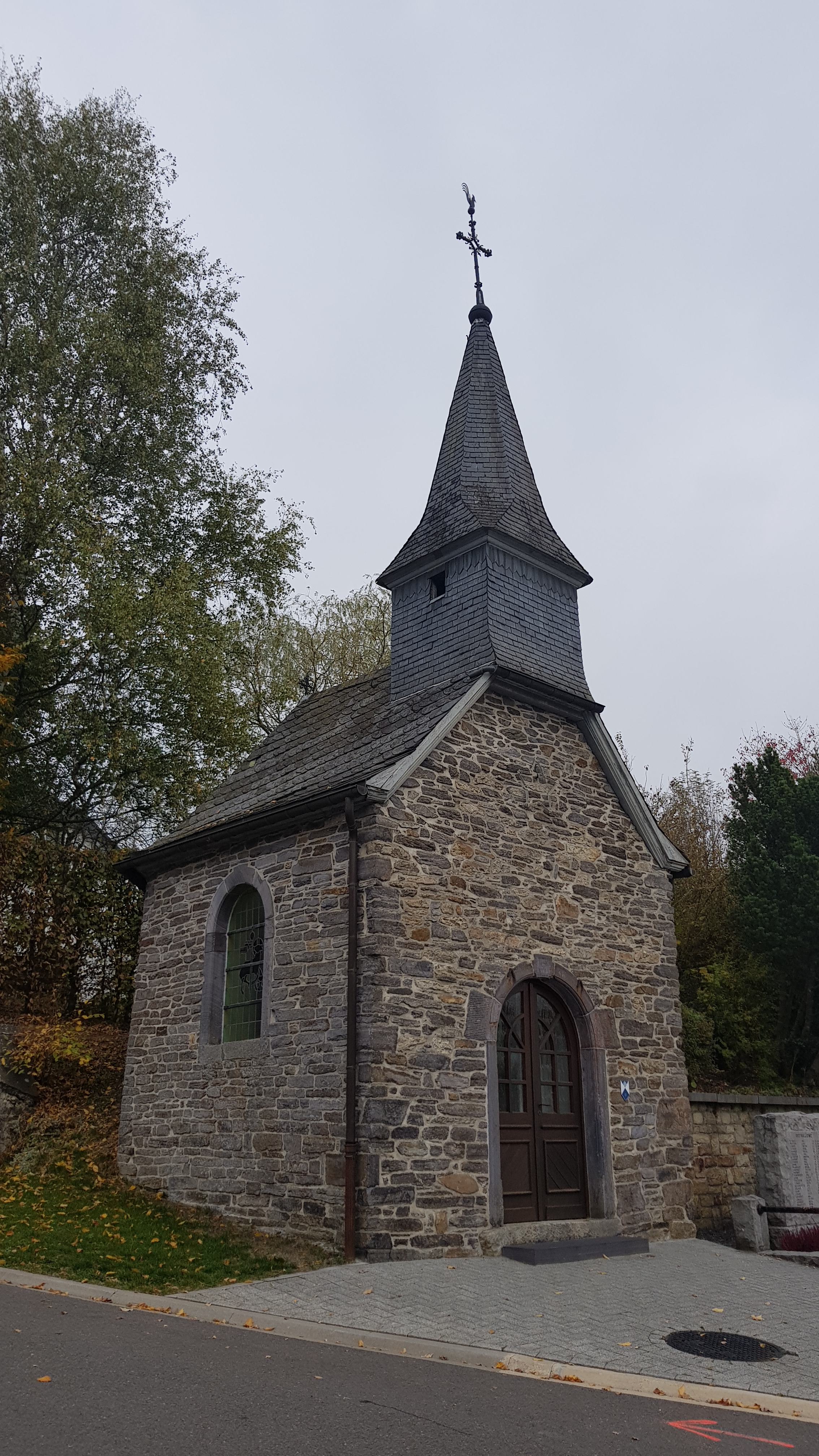
Marienkapelle

Recht wurde vom 17. bis Anfang des 20. Jahrhunderts von der Blausteinverarbeitung geprägt. Die Steinmetze sorgten für einen wirtschaftlichen Aufschwung des Dorfes. Dabei erlangte Recht überregionale Bekanntheit durch den Rechter Blaustein. Dieser bläuliche Schiefer wurde dort zunächst im Übertagebau und ab 1880 im Untertagebau gewonnen. Vor dem Ersten Weltkrieg war das am südöstlichen Ortsrand gelegene Bergwerk erschöpft und wurde geschlossen. Seit dem 18. Mai 2007 ist es wieder als Besucherbergwerk geöffnet.
Recht war bis zur belgischen Gemeindereform 1977 eine eigenständige Gemeinde, zu der auch das östlich gelegene Dorf Born gehörte, das heute ein Ortsteil von Amel ist.

## Sehenswürdigkeiten

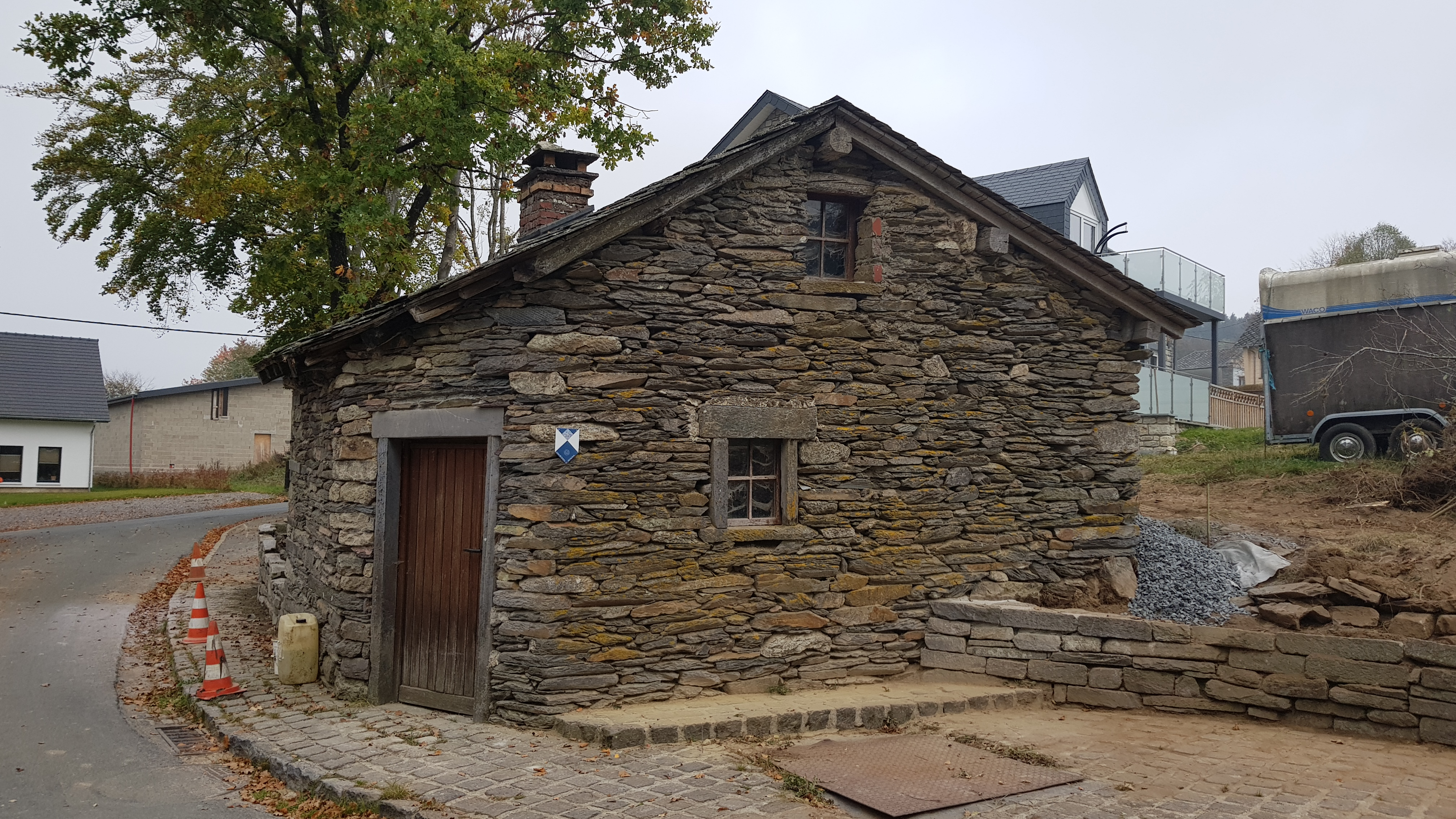
Backhaus

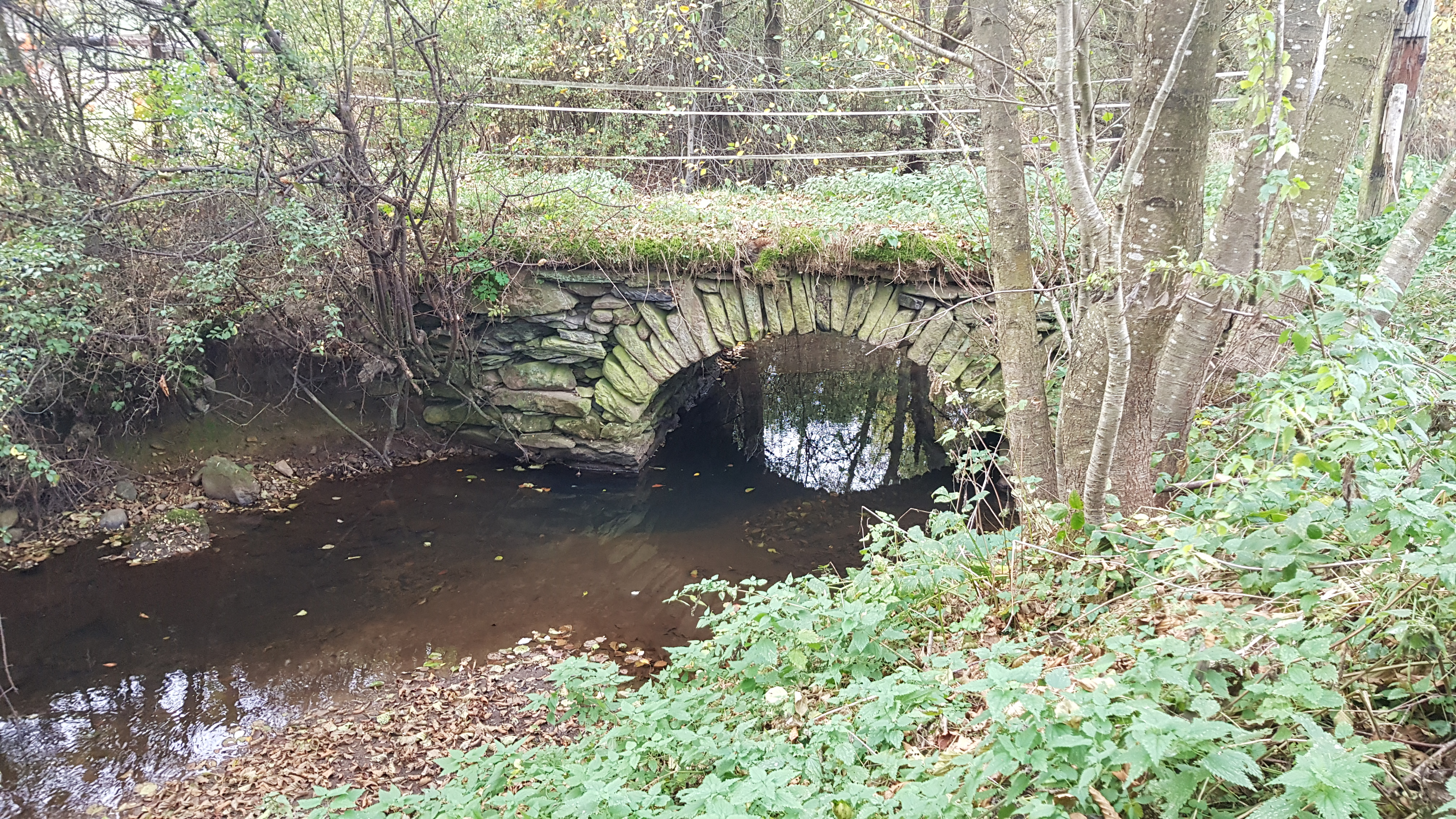
Schafsbrücke

Zu den geschützten Kulturdenkmalen in Recht zählen die historische Schafsbrücke über den Rechterbach, das um 1840 errichtete Backhaus sowie die Marienkapelle aus dem 18. Jahrhundert. Die Kirche Sankt Adelgund wurde 1925 errichtet und enthält historische Elemente einer bereits 1496 erwähnten Kapelle; ihr Bruchsteinturm mit zwiebelförmigem Turmhelm datiert aus dem Jahre 1771.

## Persönlichkeiten
- Jo Alex (1895–1973), deutscher Jazz- und Unterhaltungsmusiker, Arrangeur und Komponist, in Recht geboren
- Thorsten Langer (* 26. April 1971), belgischer Biathlet, Crossduathlet und Skilangläufer, lebt in Recht